# Love Is Blind (film 1913)
Love Is Blind è un cortometraggio muto del 1913 diretto da Allan Dwan.

## Produzione
Il film fu prodotto dalla Flying A (American Film Manufacturing Company).

## Distribuzione
Distribuito dalla Mutual Film, il film - un cortometraggio in una bobina - uscì nelle sale cinematografiche USA il 22 febbraio 1913. Il 19 aprile dello stesso anno, venne distribuito anche nel Regno Unito.